# Velving
Velving (deutsch Welwingen) ist eine französische Gemeinde mit 204 Einwohnern (Stand 1. Januar 2022) im Département Moselle in der Region Grand Est (bis 2015 Lothringen).

## Geographie
Die Gemeinde liegt etwa 30 Kilometer nordöstlich von Metz, sieben Kilometer nördlich von Boulay-Moselle (Bolchen)  und sechs Kilometer südlich von Bouzonville (Busendorf).

## Geschichte
Der Ort wurde 1241 erstmals als Volvanges erwähnt. Die Ortschaft gehörte früher zum Herzogtum Lothringen im Heiligen Römischen Reich. Nachdem das Dorf im Dreißigjährigen Krieg abgebrannt war, begannen zuerst einige Schweizer mit dem Wiederaufbau.
Das Gemeindewappen zeigt das Tatzenkreuz der Kastellanei von Boulay, von der Velving abhängig war; die Löwen stehen für die Heilige Thekla, Patronin der ehemaligen Kapelle des Dorfes.
Durch den Frankfurter Frieden vom 10. Mai 1871 kam das Gebiet von Frankreich an Deutschland und das Dorf wurde dem Kreis Bolchen im Bezirk Lothringen des Reichslandes Elsaß-Lothringen zugeordnet.
Nach dem Ersten Weltkrieg musste die Region aufgrund der Bestimmungen des Versailler Vertrags 1919 an Frankreich abgetreten werden. Im Zweiten Weltkrieg war das Gebiet von der deutschen Wehrmacht besetzt,  und das Dorf stand bis 1944 unter deutscher Verwaltung.

### Bevölkerungsentwicklung
| Jahr      | 1962 | 1968 | 1975 | 1982 | 1990 | 1999 | 2008 | 2019 |
| Einwohner | 204  | 215  | 198  | 190  | 197  | 203  | 247  | 207  |

## Sehenswürdigkeiten
- Kirche Saint-Pierre von 1846
- Kapelle
- Oratorium

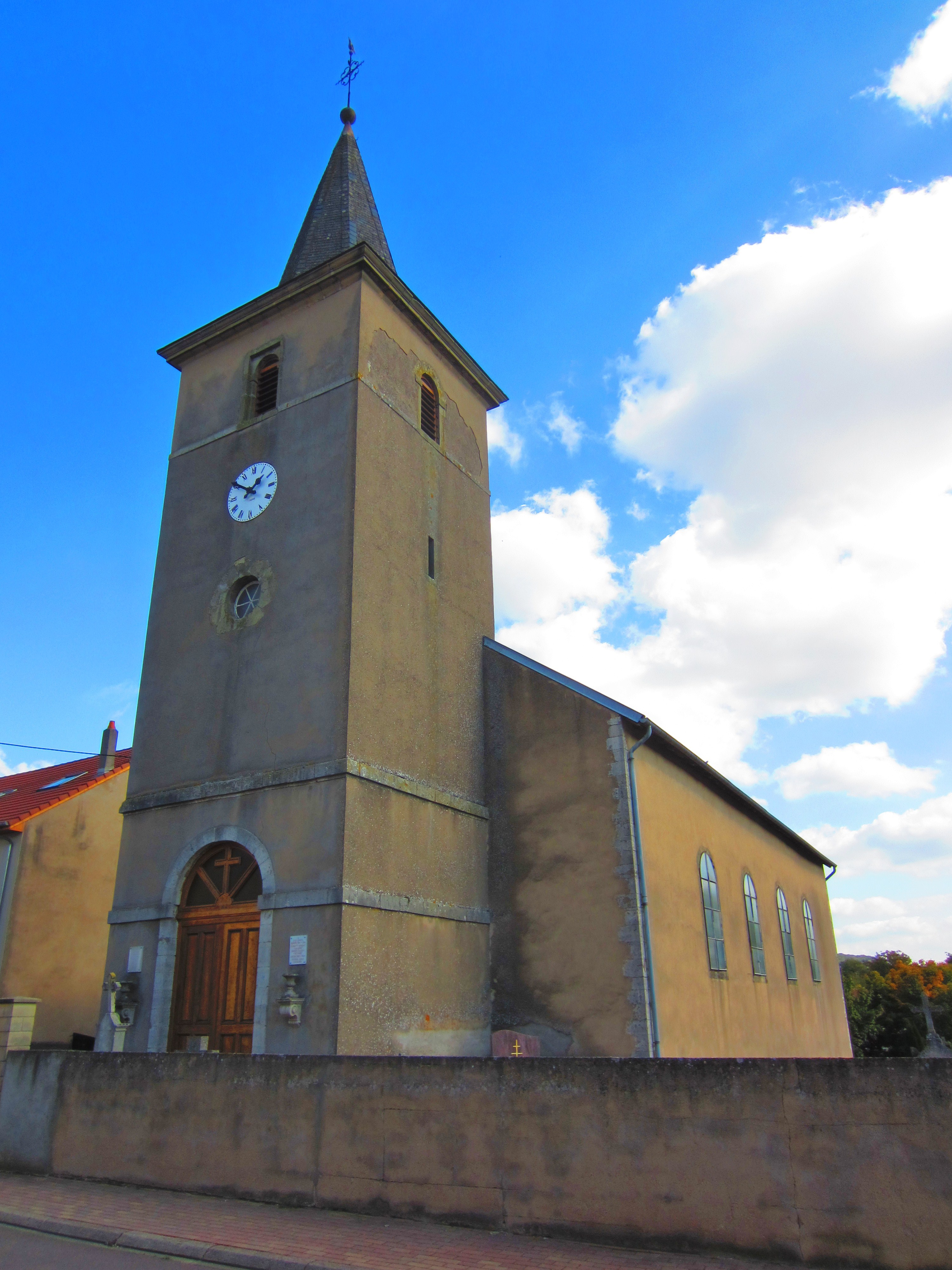
Kirche Saint-Pierre
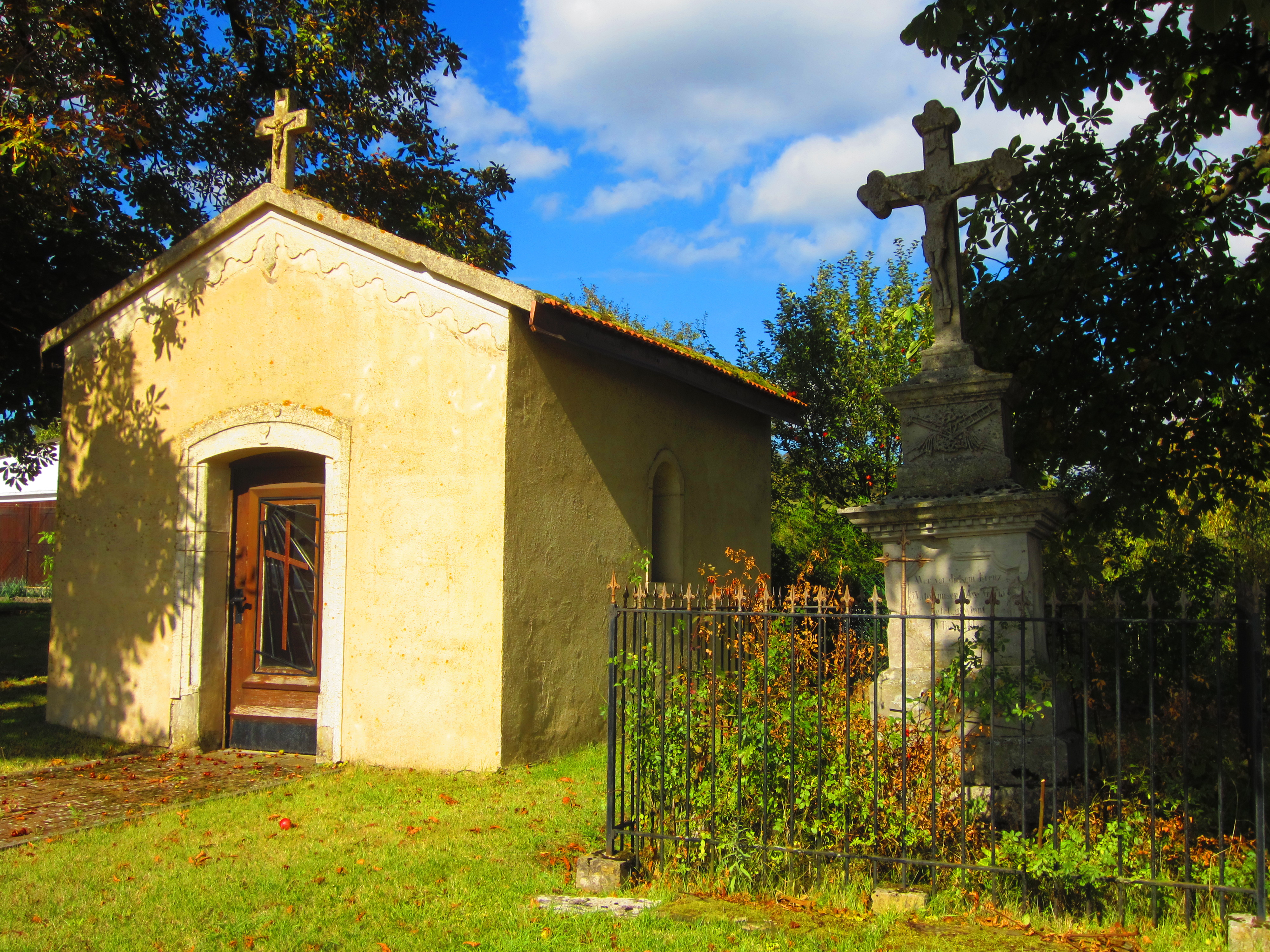
Kapelle
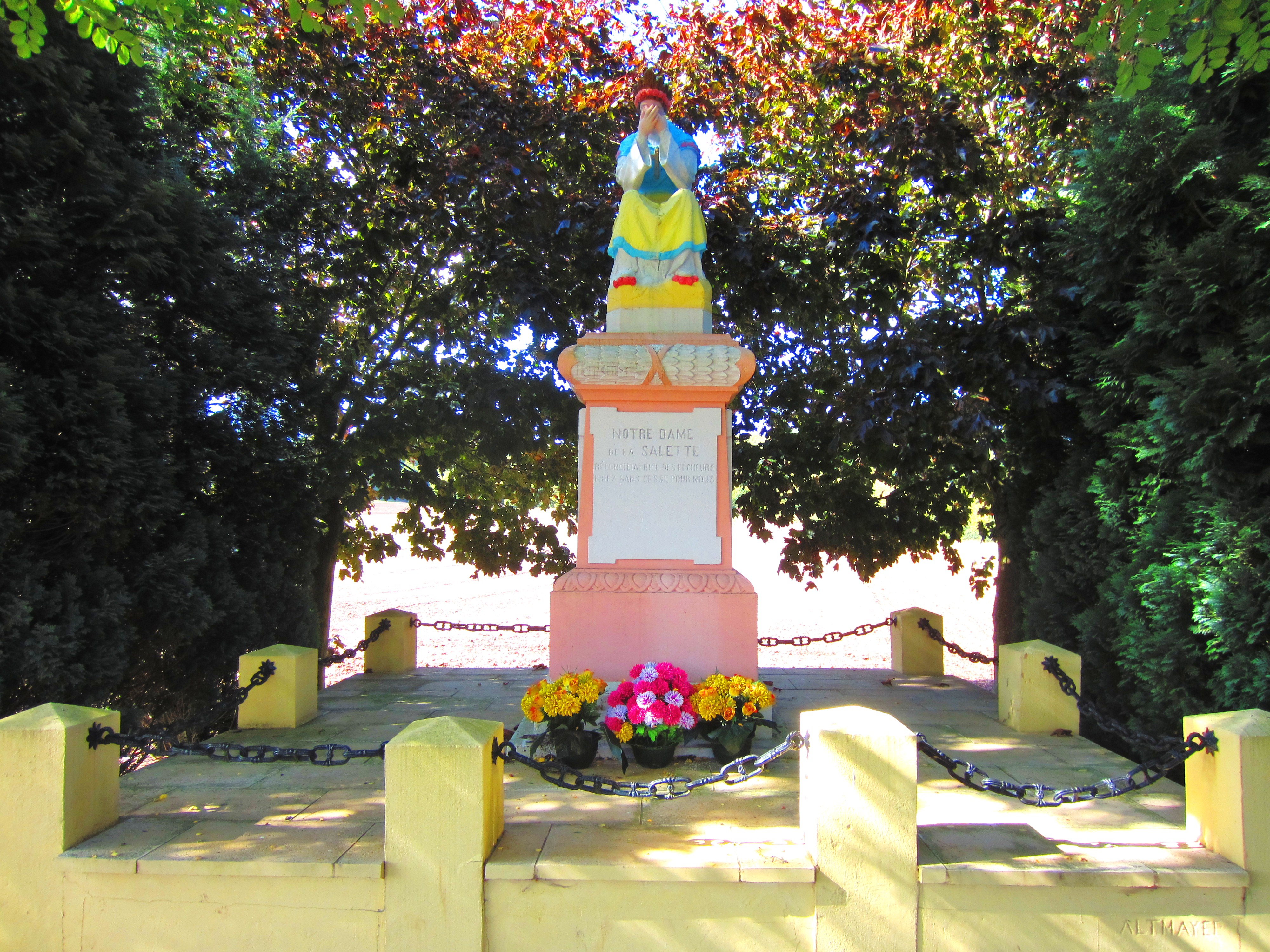
Oratorium

## Belege
1. 1 2 3  Eugen H. Th. Huhn: Deutsch-Lothringen. Landes-, Volks- und Ortskunde, Stuttgart 1875, S. 356 (google-books.com).
2. ↑  Wappenbeschreibung auf genealogie-lorraine.fr (französisch)